# Cottus asper
Cottus asper är en fiskart som beskrevs av Richardson, 1836. Cottus asper ingår i släktet Cottus och familjen simpor. Inga underarter finns listade i Catalogue of Life.